# أندرياس غوستافسون
أندرياس غوستافسون (بالسويدية: Andreas Gustafsson)‏ هو منافس ألعاب قوى سويدي، ولد في 1981 في غوتنبرغ في السويد.

## وصلات خارجية
- أندرياس غوستافسون على موقع الاتحاد الدولي لألعاب القوى (الإنجليزية)